# Die Bücher der Neunzehn
Die Bücher der Neunzehn war ein in den 1950er- bis 1970er-Jahren von neunzehn deutschen Verlagen durchgeführtes Gemeinschaftsprojekt zur Herausgabe einer Buchreihe von anspruchsvollen Büchern bedeutender Philosophen und Schriftsteller in guter Ausstattungsqualität zu sehr günstigen Preisen.

## Geschichte

### Allgemeines
Der lose Verbund der neunzehn teilnehmenden Verlage schloss sich auf Anregung von Sortimentsbuchhändlern zusammen. Eine Geschäftsstelle, die zunächst in Hamburg war und dann nach München verlegt wurde, übernahm die Koordination zwischen den Verlagen. Nach Angaben der Verlage war es Ziel ihres gemeinsamen Projektes, „in vereinbarter Folge monatlich ein hervorragendes Buch in tadelloser Ausstattung zu einem außergewöhnlichen Preis zu verlegen“ und damit allen Menschen den Zugang zu diesen Werken zu ermöglichen. Die Verlage standen unter dem Druck neuer Verlagsgründungen und wachsender Bedeutung von Buchgemeinschaften und wollten sich Marktanteile sichern. Dies kann als gelungen bezeichnet werden, da insgesamt eine Auflage von 6,5 Millionen Exemplaren erreicht wurde.

### Erscheinungsweise
Von 1954 bis 1972 wurden bei monatlicher Erscheinungsweise insgesamt 209 Bücher herausgegeben, deren Preis anfangs zwischen 5,80 DM und 9,80 DM lag. Alle Bücher in dieser Reihe erschienen als einmalige Sonderausgaben in Auflagen von bis zu 50.000 Exemplaren, was für einige junge Schriftsteller den Durchbruch bedeutete. Insgesamt wurden 11 Staffeln à 19 Bücher aufgelegt.

### Übersicht der 11 Programmstaffeln
Siehe auch: Liste von Titeln der Bücher der Neunzehn
| Programm | Zeitrahmen                   | Bände     |
| 1        | Juni 1954 bis Februar 1956   | 1 – 19    |
| 2        | März 1956 bis Oktober 1957   | 20 – 38   |
| 3        | November 1957 bis Juli 1959  | 39 – 57   |
| 4        | August 1959 bis April 1961   | 58 – 76   |
| 5        | Mai 1961 bis Dezember 1962   | 77 – 95   |
| 6        | Januar 1963 bis Juli 1964    | 96 – 115  |
| 7        | August 1964 bis Februar 1966 | 116 – 134 |
| 8        | März 1966 bis September 1967 | 135 – 153 |
| 9        | Oktober 1967 bis März 1969   | 154 – 171 |
| 10       | April 1969 bis Oktober 1970  | 172 – 190 |
| 11       | November 1970 bis Mai 1972   | 191 – 209 |

### Programminhalt
Das erste Programm erschien in der Zeit von 1954 bis 1956. Erster Band war Leib und Seele (Verlag Kiepenheuer & Witsch), ein Werk des französischen Schriftstellers Maxence Van der Meersch. Eines der aus heutiger Sicht bedeutendsten Werke dieses Programms dürfte wohl Stefan Zweigs Roman Ungeduld des Herzens sein. Allgemein ist festzustellen, dass dieses erste Programm aus Büchern bestand, die eine gewisse Popularität aufweisen konnten, jedoch nicht ausschließlich zu Bestsellern der Zeit gehörten.
Das zweite Programm erschien von 1956 bis 1957 und setzte vermehrt auf prominente Autoren wie Thomas Mann. In diesem Programm erschienen beispielsweise Der Erwählte von Thomas Mann beim S. Fischer Verlag mit der Nummer 23 und Richard Wright mit  Schwarze Macht beim Claassen-Verlag mit der Nummer 27.
Nachdem anfangs die Romane überwogen, folgten in den weiteren Programmen der Reihe Biographien und Sachbücher. Erzählungen, die früher nahezu unverkäuflich erschienen, erreichten häufig die höchsten Auflagen und die Editionsform der Anthologie fand für Jahre viel Nachfrage. Insgesamt stellt sich die Liste von der anspruchsvollen Romanunterhaltung bis zum exemplarischen Werk von literarischem Rang als abwechslungsreich sortiert dar.
Die letzte Herausgabe der Buchreihe war Wolf Wondratscheks Roman Omnibus, der 1972 als Band Nummer 209 erschien.

## Beteiligte Verlage
An dem Projekt zur Herausgabe der Buchreihe Die Bücher der Neunzehn beteiligten sich folgende deutsche Verlage:
- C.H. Beck’sche Verlagsbuchhandlung/Biederstein Verlag
- Claassen-Verlag
- Deutsche Verlags-Anstalt
- S. Fischer Verlag
- Carl Hanser Verlag
- Jakob Hegner Verlag
- F.A. Herbig Verlagsbuchhandlung "Walter Kahnert"
- Insel Verlag
- Kiepenheuer & Witsch[6]
- Kösel-Verlag
- Wolfgang Krüger Verlag
- Paul List Verlag
- Nymphenburger Verlagsbuchhandlung
- R. Piper & Co Verlag
- Propyläen Verlag
- Rowohlt Verlag
- Suhrkamp Verlag
- Christian Wegner Verlag
- Rainer Wunderlich Verlag Hermann Leins

Die Verlage konnten die Werke selber verlegen und individuell gestalten, sie mussten lediglich zur Erkennung eine aus 19 Rauten bestehende Vignette auf der Titelseite (oder an anderer Stelle, etwa auf dem inneren Vorsatzblatt) abdrucken, welche die 19 Verlage symbolisierte.